# Helldalsholmen
Helldalsholmen est une île norvégienne du comté de Hordaland appartenant administrativement à Osterøy.

## Description
Rocheuse et couverte d'arbres, à fleur d'eau, elle s'étend sur environ 80 m de longueur pour une largeur approximative de 47 m. 